# آقای پیکویک (فیلم ۱۹۸۵)
«آقای پیکویک» (انگلیسی: The Pickwick Papers (1985 film)) یک فیلم است که در سال ۱۹۸۵ منتشر شد.